# Xenophthalmus wolffi
Xenophthalmus wolffi is een krabbensoort uit de familie van de Xenophthalmidae. De wetenschappelijke naam van de soort is voor het eerst geldig gepubliceerd in 1970 door Takeda & Miyake.